# Scott Lee (Kanute)
Thomas Garfield Scott Lee (* 15. März 1949 in Saskatoon, Saskatchewan) ist ein ehemaliger kanadischer Kanute.
Lee war Ende der 1960er-Jahre und Anfang der 1970er-Jahre im Kanusprint aktiv. Bei den Olympischen Sommerspielen 1968 in Mexiko-Stadt wurde er gemeinsam mit John Wood im Vorlauf des 1000-Meters-Rennens im Zweier-Canadier disqualifiziert. Vier Jahre später bei den Spielen vom München schieden Lee und Wood im Halbfinale des Zweier-Canadiers über 1000 Meter aus.
Lee besuchte wie John Wood die McMaster University.